# Ходжастепур, Мохаммад Али
Мохаммад Али Ходжастепур Биранг (перс. محمدعلی خجسته پور بيرنگ‎; 1 января 1931 — 2007) — иранский борец вольного стиля, призёр Олимпийских игр.

## Биография
В 1955 году завоевал бронзовую медаль на чемпионате мира среди юниоров. В 1956 году стал обладателем серебряной медали Олимпийских игр в Мельбурне. В 1958 стал серебряным призёром кубка мира. На чемпионате мира 1959 года занял 4-е место.